# 러키☆스타 뮤직 페어
《러키☆스타 뮤직 페어》(らき☆すた ミュージックフェア)는 텔레비전 애니메이션 《러키☆스타》의 캐릭터송, 《러키☆스타》 본편에 삽입된 노래나 라디오방송 《신 러키☆채널》의 주제가, 이벤트 등에 삽입된 음악 등이 실린 앨범이다.

## 수록곡
1. 유정천이 멈추지 않아(有頂天がとまらない)
노래：유정천(有頂天)（코가미 아키라（콘노 히로미）, 시라이시 미노루（시라이시 미노루））
작사：하타 아키　작곡・편곡：코우사키 사토루
2. 有頂天in da House ～Say That Hip Hop Shit!～
노래：유정천（코가미 아키라（콘노 히로미）, 시라이시 미노루（시라이시 미노루））
작곡・편곡：Yasushi.K
우쵸우텐의 대화를 이용한 리믹스곡.
3. Gravity
노래：m.o.e.v
작사・작곡・편곡：코우사키 사토루
《러키☆스타》 제6화의 《이니셜D》의 패러디 신에 삽입된 곡. 숏 버전이 애니메이션 DVD 3권의 한정판에 포함된 사운드트랙  CD에 수록되었지만 이번에 풀 버전이 처음으로 발표되었다. 또한 아티스트명의 'm.o.e.v'는 《이니셜D》의 주제가를 많이 담당한 m.o.v.e의 패러디다.
4. 가져가! 세일러복 ~발차 멜로디~(もってけ!セーラーふく ～発車メロディ～)
작사：하타 아키　작곡：코우사키 사토루　編曲：hush-a-bye baby
《러키☆스타》 OP테마 《가져가! 세일러복》의 전차 발차멜로디[1] 어레인지 버전
5. 삼십 줄 고개(三十路坂)
노래：코가미 아키라（콘노 히로미）
작사：하타 아키　작곡・편곡：코우사키 사토루
《신 러키☆채널》 OP테마
6. 러키☆스타Mush!　～DustFunk☆Lozik～(らき☆すたMush!　～DustFunk☆Lozik～)
작사：하타 아키　작곡：코우사키 사토루, ISAO, 金井江右, 伊東大和, nishi-ken
여러 《러키☆스타》 관련음악들의 혼성 리믹스.
7. 사랑이다, 점장!(愛だぜ、店長！)
노래：아니자와 메이토（세키 토모카즈）
작사：하타 아키　작곡・편곡：코우사키 사토루
세미 레귤러적으로 출연한 《아니메 점장》의 아니자와 메이토의 캐릭터송
8. pa pa pa pa patti strike back ~ 또는 패티는 어째서 걱정하는 것을 멈(이하 생략) ~(pa pa pa pa patti strike back～またはパティは如何にして、心配するのを止め以下ry～)
노래：패트리시아 마틴（사사키 노조미）
작곡・편곡：라이토(来兎)
패트리시아 마틴의 대사를 이용한 리믹스곡.
9. 에미링의 테마(えみりんのテーマ)
노래：시라이시 미노루（시라이시 미노루）
작사・작곡：시라이시 미노루　편곡：코우사키 사토루
라디오 《러키☆채널-료오학원 방과후의 책상-》에 삽입된 곡.
10. 카오링의 테마 ~발차 멜로디(かおりんのテーマ ～発車メロディー～)
작사・작곡：시라이시 미노루　편곡：hush-a-bye baby
《시라이시 미노루의 남자의 자장가》에 수록된 〈카오링의 테마〉의 발차 멜로디 어레인지 버전.
11. 뱀과 개구리(蛇と蛙)
노래：시라이시 미노루
작사・작곡：시라이시 미노루　편곡：코우사키 사토루
《신 러키☆채널》에서 발표된 곡.
12. 모두와 함께(みんなと一緒)
노래：시라이시 미노루
작사・작곡：시라이시 미노루　편곡：키쿠치 타츠야（marble）
《신 러키☆채널》에서 발표된 곡.